# Time Report
Time Report — армянский этно-джазовый коллектив из Еревана. Группу создали в 1996 году Хачатур (Хачик) Саакян и Армен Уснунц.

## История
Группу основали пианист Хачатур Саакян и саксофонист Армен Уснунц. Основой для создания группы послужила запись их совместного проекта «Песни без слов» (1996) — была издана в США. Альбом представляет собой сборник произведений армянских авторов, исполненных в стиле cross-over и pop-jazz. Впоследствии музыканты решают создать полноценный джазовый коллектив. К ним присоединяются барабанщик Александр Григорян и басист Вартан Аракелян. Поначалу группа выступала под названием «Джаз-квартет Хачатура Саакяна», но уже к концу 1997 года поменяли своё название на «Time Report». Также окончательно определяется стиль группы — Ethnic Jazz.
Первое крупное появление группы на сцене состоялось в октябре 1998 года на международном джаз-фестивале в Ереване с участием New York Voices, Night Ark, Георгия Гараняна, Татевик Оганесян, Марка Джонсона и многих других, где музыканты своим выступлением показали своё высокое мастерство, получив высшую оценку критиков и зрителей.
В конце 1998 года группой был записан дебютный уже полноценного коллектива, «Песни без слов-2», который издали в США на лейбле Parsegian Records. В том-же году группа К настоящему времени группа выпустила 4 студийных альбома, а в записи последнего альбома, «One Day» 2008-года, участвовал Арто Тунджбояджян.

## Стиль
«Time Report» ориентируется в своих произведениях на армянский и мировой фольклор, поданный в стиле Jazz fusion, New Age и Adult Instrumental.
Группа играет этнический джаз, используя в своих произведениях самые популярные национальные инструменты, как дудук и зурна. Гармонически красочные оригинальные композиции с явной фольклорной основой с индивидуальная техникой музыкантов поставили группу на передовое в сегодняшнем армянский джаз.

## Состав

### Текущий состав
- Хачик Саакян — клавишные
- Армен Уснунц — альт-саксофон, флейта, сопрано, тенор
- Вартан Григорян — дудук, зурна
- Арман Джалалян — ударные
- Вартан Аракелян — бас
- Эдуард Арутюнян — перкуссия

### Бывшие участники
- Артур Согоян — гитара
- Борис Андреасян — гитара
- Александр Григорян — ударные

## Дискография

### Уснунц и Саакян
- 1996 — «Песни без слов-1»

### Time Report
- 1998 — «Песни без слов-2»
- 2000 — «Time Report»
- 2001 — «Return»
- 2008 — «One Day»